# Lovci na povijest
Lovci na povijest su edukativno-zabavna TV emisija. koja se prikazuje na RTL Kockici. Serija obiluje domišljatim dijalozima i na zanimljiv način prikazuje povijest čovječanstva. 